# Kósei Akaiši
Kósei Akaiši (jap. 赤石 光生 Akaiši Kósei), (* 26. února 1965) je bývalý japonský zápasník, volnostylař. V roce 1984 na olympijských hrách v Los Angeles v kategorii do 62 kg vybojoval stříbrnou medaili, v roce 1988 na hrách v Soulu v kategorii do 68 kg vybojoval čtvrté místo a v roce 1992 na hrách v Barceloně ve stejné kategorii bronzovou medaili.
V roce 1989 vybojoval stříbro a v roce 1987 a 1990 čtvrté místo na mistrovství světa. V roce 1989 skončil druhý a v roce 1992 čtvrtý na mistrovství Asie. V roce 1986 obsadil druhé a v roce 1990 páté místo na Asijských hrách.